# Айхгорн, Михаил Амброс
Михаил (Михаэль) Амброс (Амброзиус) Айгхорн (нем. Ambrosius Eichhorn; 6 сентября 1758, Виттлкофен — 21 марта 1820, Монастырь Святого Павла в Лафанттале, Каринтия) — австрийский церковный историк, библиотекарь

 и библиограф

.

## Биография
Родился 6 сентября 1758 года в Виттлкофене. С 1798 года был библиотекарем в хранилище Санкт-Блазиена. Был известен своим большим вкладом в упорядочение фонда этой библиотеки и составлением нескольких её каталогов.
Главные работы: «Episcopatus Curiensis in Rhaetia» (Санкт-Блазиен, 1797); «Libellus precum in usum studiosae juventutis» (Клагенфурт, 1811); «Beiträge zur ältesten Geschichte und Topographie des Herzogthums Kärnten» (ibid., 1817—1819); «Diplomatar zur Geschichte Carentaniens» («Hormayrs Archiv», 1819, 20, 21, 26). Анонимно Айгхорн издал «Gedanken über die Freiheit für den deutschen Landmann» (Санкт-Блазиен, 1793).